# Stazione di Punt Muragl Staz
La stazione di Punt Muragl Staz è una fermata ferroviaria della ferrovia del Bernina, gestita dalla Ferrovia Retica. È al servizio del comune di Samedan.

## Storia
La stazione entrò in funzione il 18 agosto 1908 insieme alla tratta Pontresina-Celerina della linea del Bernina della Ferrovia Retica.